# Кар'єра
Кар'є́ра (італ. carriera — дія, життєвий шлях, поприще, від лат. carrus — віз, візок) — швидке й успішне просування по службовій, суспільній, науковій та іншій діяльності, досягнення популярності, вигоди, рід діяльності.
Кар'єра (від фр. carriete) — це професійний шлях до успіху по службових сходах до престижного соціального статусу і положення у суспільстві. У словнику Ожегова це слово характеризується: рід занять, діяльності; шлях до успіхів, видного положення у суспільстві, на службовому поприщі, а також саме досягнення такого положення.

## Історія та термінологія
Кар'єра особистості відображає низку поетапних змін службового положення, пов'язаних із просуванням щаблями службової ієрархії в організації.
В 19 столітті слово "кар'єра" несло тільки негативний зміст, бо уособлювало жагу до грошей, до багатства і високих посад, забуття совісті, нехтування народною і християнською мораллю. У 20 столітті слово «кар'єра» було позбавлене негативного змісту, який перебрало на себе слово «кар'єризм». Лише за інерцією змісти цих слів плутають.

## В теорії управління
В теорії управління персоналом кар'єра розглядається як результат свідомої позиції та активної поведінки службовця в фаховій діяльності, пов'язаної в одних з посадовим, в інших з професійним зростанням.
Звідси класифікація:
- фінансова кар'єра (тобто досягнення фінансового успіху)
- горизонтальна кар'єра (значне збагачення фахового досвіду, зростання професійного авторитету особи без просування вгору щаблями службової ієрархії). Характерне для сталих, консервативних періодів розвитку, коли головні посади вже розділені й «соціальні ліфти» нагору для молоді не працюють, бо заблоковані старшим поколінням. Оновлення ж — процес важливий і необхідний, бо знімає проблему стагнації, проблему консерватизму, яка мала місце, наприклад, в роки генсека Л.Брежнєва.
- Духовна кар'єра (самоудосконалення).
- Кар'єрне зростання до центру — зростання у наполегливих осіб із пасіонарністю й організаційними здібностями. Надає можливість вийти в центр управління закладу й активно впливати на прийняття нових рішень та ін.
- Наукова кар'єра — пізнання, дослідництво, винаходи, аспірантура, наукові ступені.